# Rodalia de Barcelona
Rodalia de Barcelona és un servei transport públic de tren de rodalia a l'àrea metropolitana de Barcelona. Hi ha dues companyies que ofereixen serveis de rodalia: Ferrocarrils de la Generalitat de Catalunya (FGC) i Rodalies de Catalunya operat per Renfe Operadora.
Renfe opera els serveis per les línies d'ample ibèric propietat d'Adif. Des de l'1 de gener de 2010 la Generalitat de Catalunya gestiona el servei de Rodalies Renfe a Catalunya. Amb aquest traspàs, la denominació del servei ofert per Renfe va canviar de Rodalia Barcelona a Rodalies de Catalunya.
Els bitllets estan integrats al sistema tarifari, coordinat a través de l'Autoritat del Transport Metropolità (ATM) i permet enllaçar a altres línies de rodalia FGC-Renfe i amb el metro, tramvia i autobusos.

## Serveis de rodalia

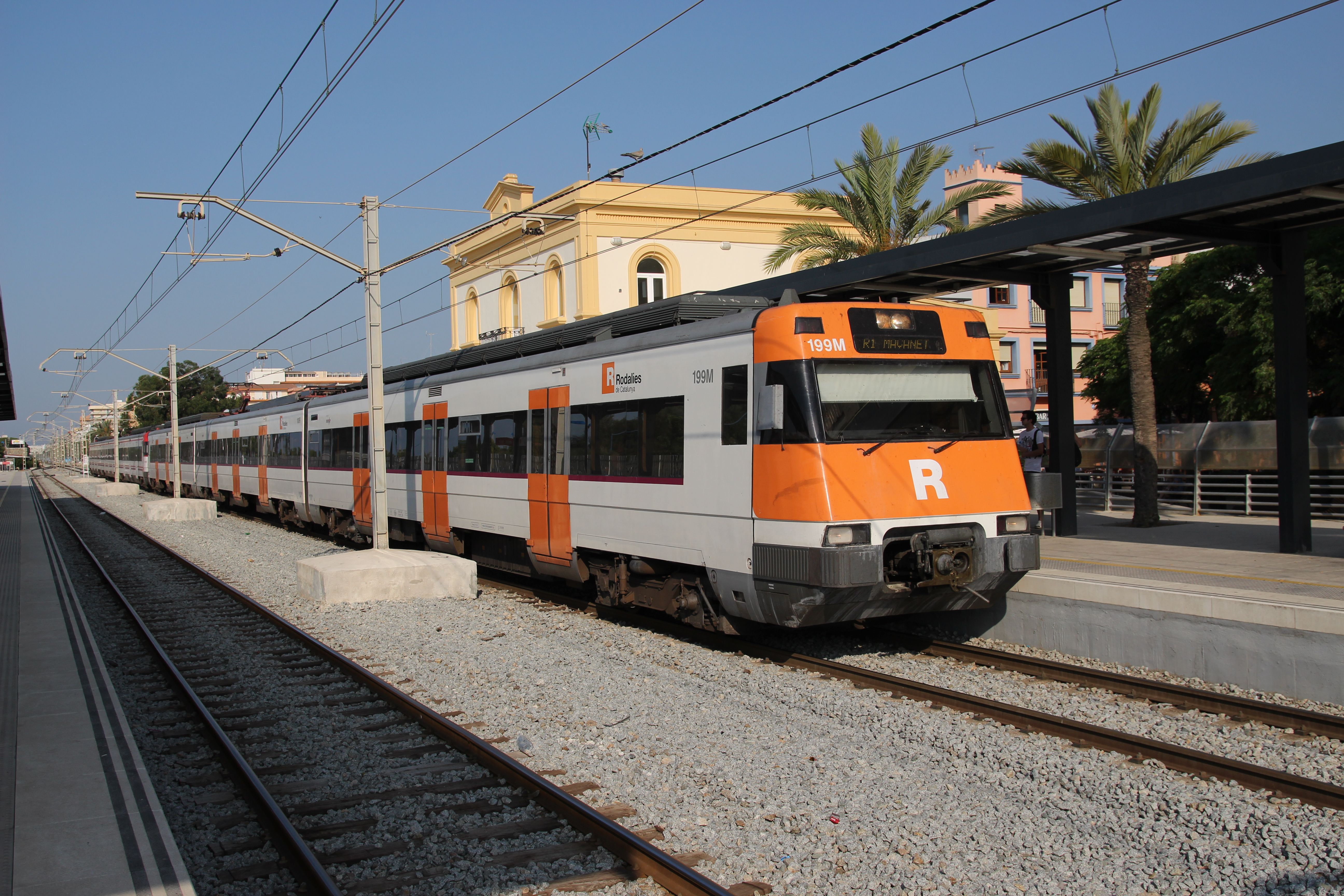
R1 a Malgrat de Mar

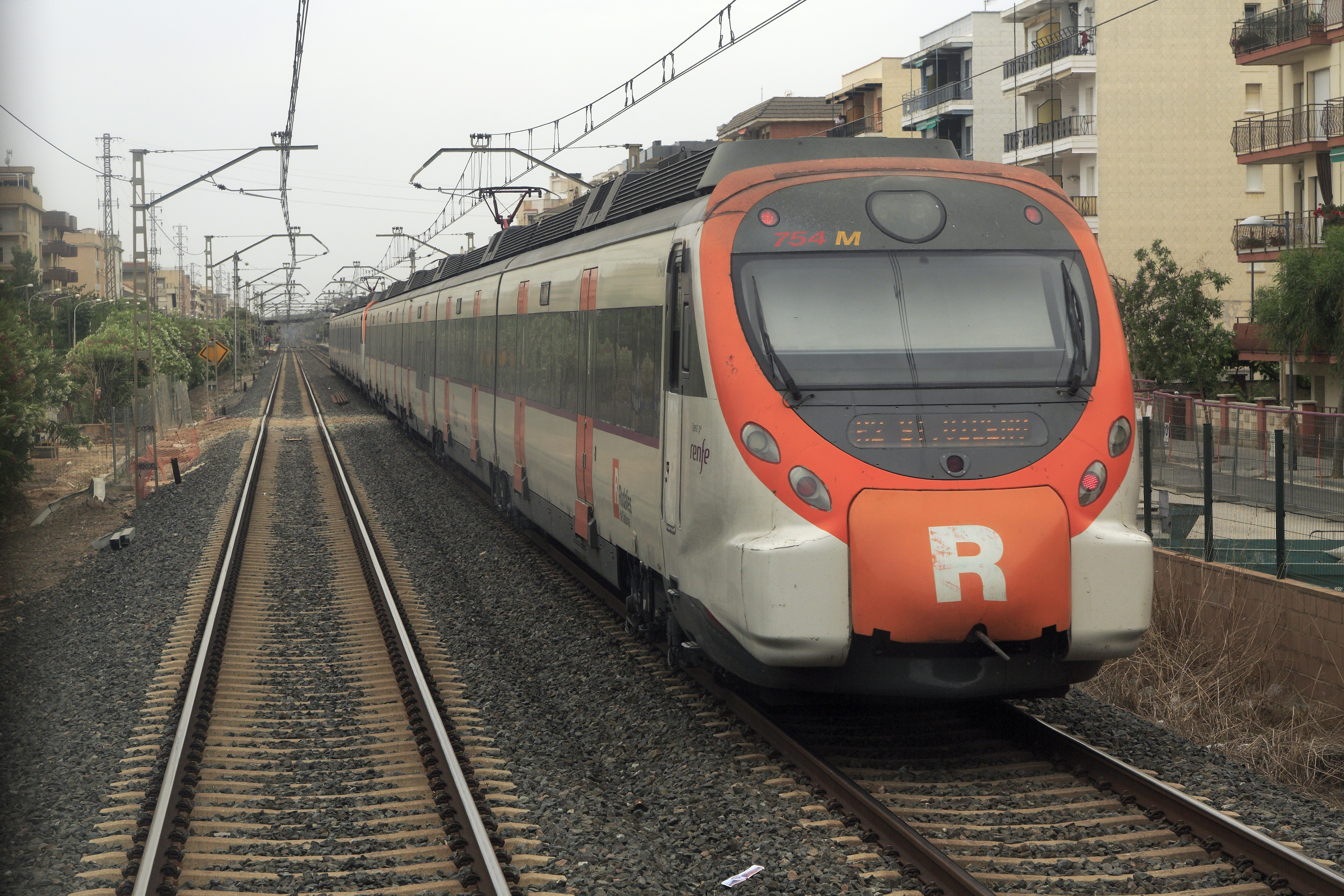
R2 a Cubelles

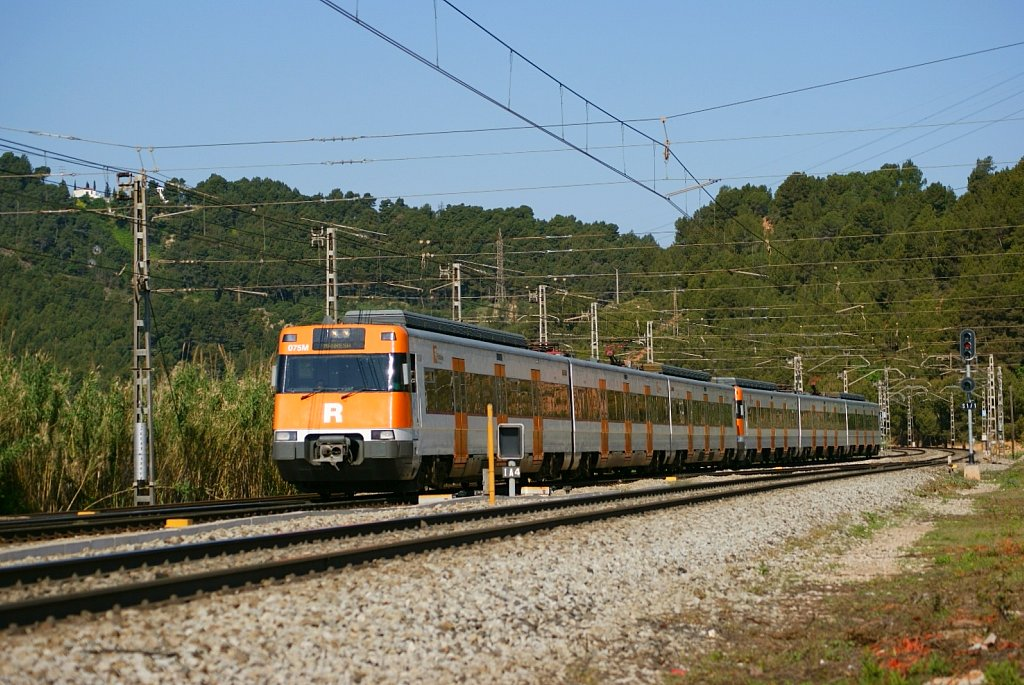
R4 a Castellbisbal

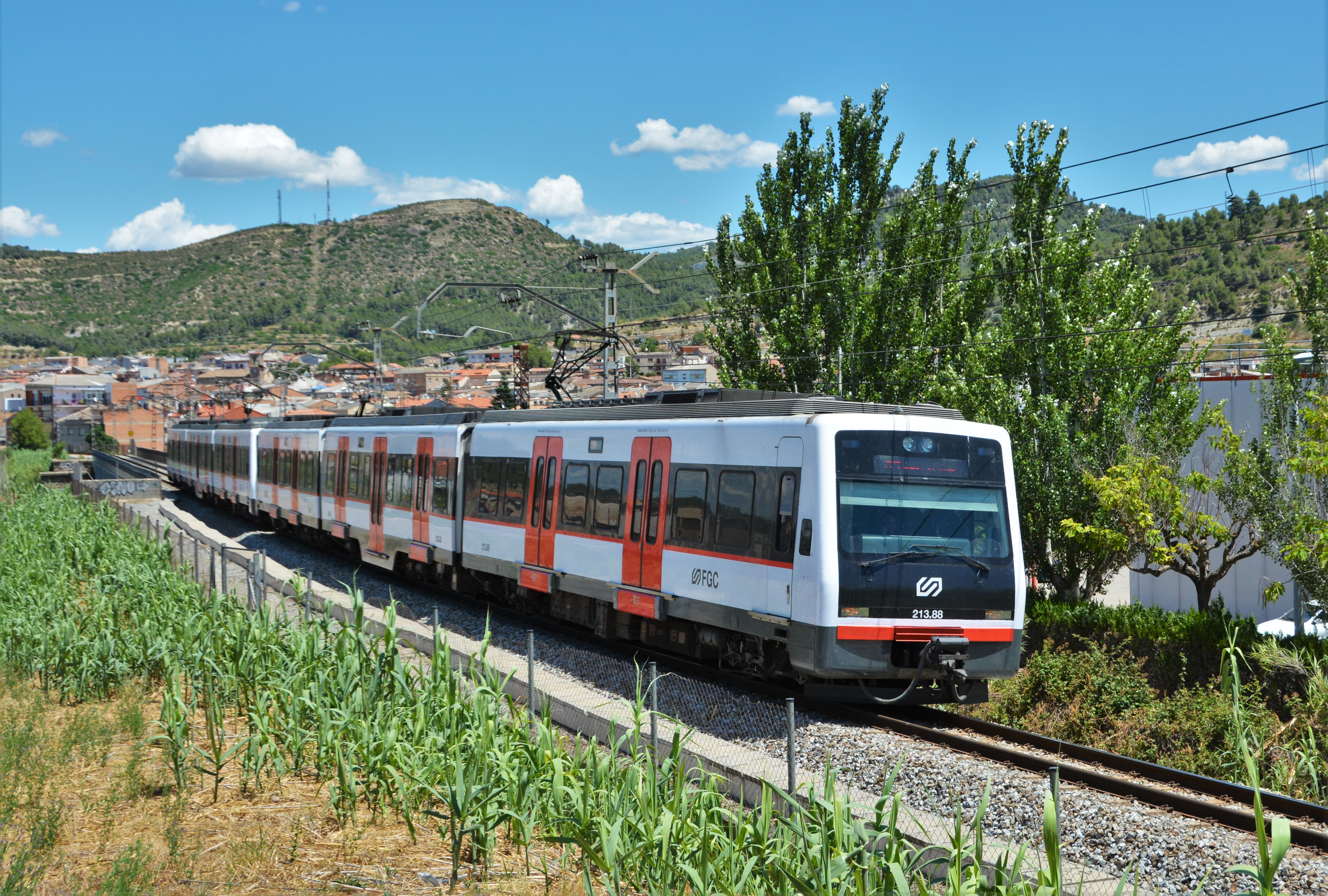
R5 a Sant Vicenç de Castellet

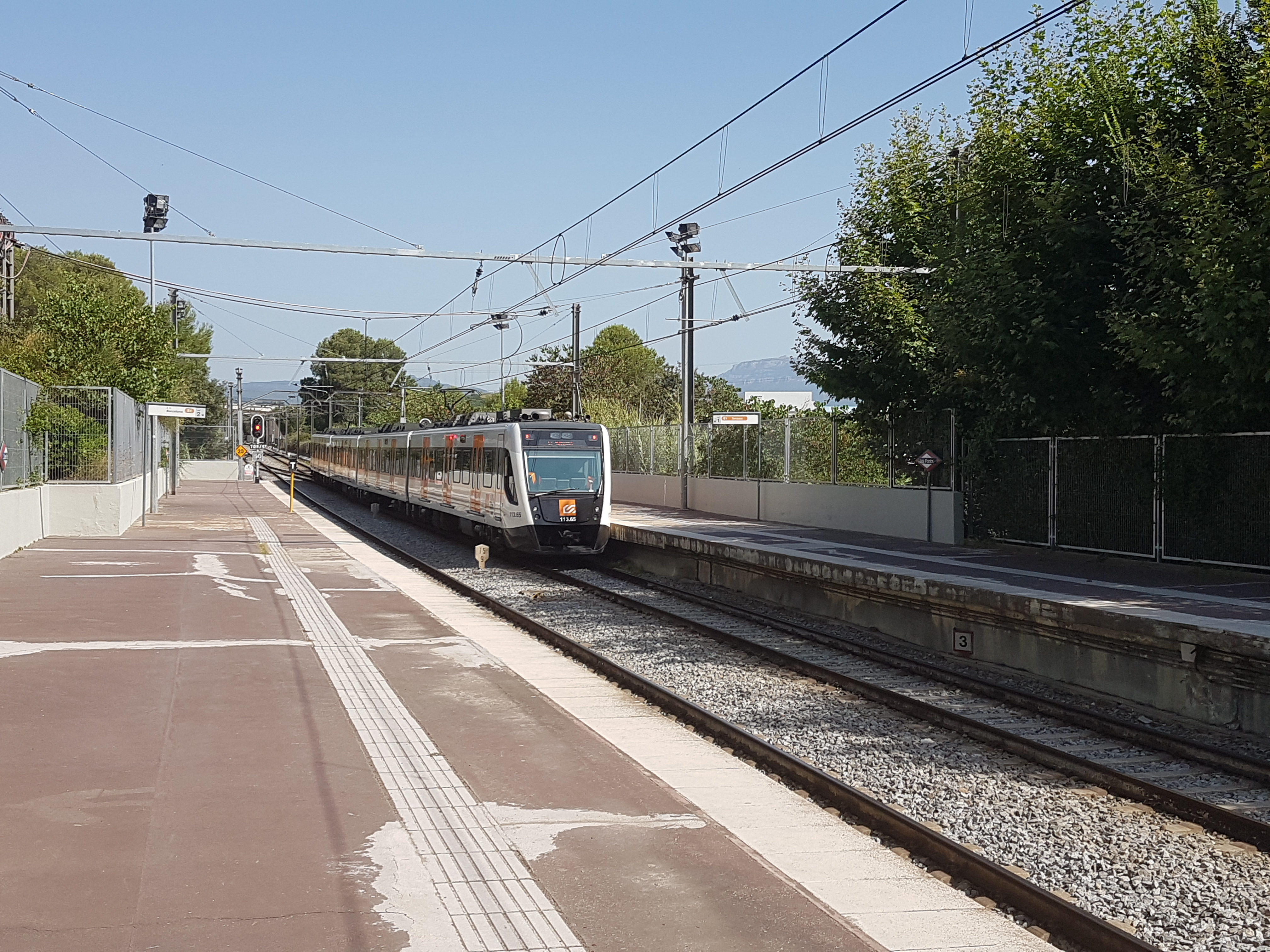
S1 a Terrassa

Hi ha 21 serveis, 8 gestionades per Renfe i 13 per FGC de les 11 solament 4 són rodalia, les 9 restants són línies suburbanes. Totes les línies de FGC parteixen de Plaça Catalunya o Plaça Espanya. Les dues xarxes enllacen a l'estació de Bellvitge/Gornal i Martorell o Martorell Central; i a Plaça de Catalunya, Volpelleres, Terrassa Estació del Nord i Sabadell Nord.

Xarxes de rodalies de Renfe i FGC

| Nom | <<                                         | >>                                 | Operadora | Primer servei | Servei actual | Estacions | Longitud (km) | Ample (mm) |
| --- | ------------------------------------------ | ---------------------------------- | --------- | ------------- | ------------- | --------- | ------------- | ---------- |
|     | Molins de Rei                              | Maçanet-Massanes                   | Renfe     | 1848          | 1980          | 31        | 90            | 1.668      |
|     | Castelldefels                              | Granollers Centre                  | Renfe     |               | 1980          | 32        | 133           | 1.668      |
|     | Aeroport                                   | Maçanet-Massanes                   | Renfe     | 1.668         | 1980          | 32        | 133           |            |
|     | Sant Vicenç Calders / Vilanova i la Geltrú | Estació de França                  | Renfe     | 1.668         | 1980          | 32        | 133           |            |
|     | l'Hospitalet de Llobregat                  | Vic / Puigcerdà / la Tor de Querol | Renfe     |               | 1980          | 34        | 77            | 1.668      |
|     | Sant Vicenç Calders                        | Manresa                            | Renfe     |               | 1980          | 39        |               | 1.668      |
|     | Pl. Espanya                                | Manresa-Baixador                   | FGC       | 1912          |               | 28        |               | 1.000      |
|     | Pl. Espanya                                | Igualada                           | FGC       | 1912          |               | 28        |               | 1.000      |
| R50 | Pl. Espanya                                | Manresa-Baixador                   | FGC       |               | 2013          | 20        |               | 1.000      |
| R60 | Pl. Espanya                                | Igualada                           | FGC       |               | 2013          | 21        |               | 1.000      |
|     | Sant Andreu Arenal                         | Cerdanyola Universitat             | Renfe     |               | 2005          | 14        | 44            | 1.668      |
|     | Martorell                                  | Granollers Centre                  | Renfe     |               | 2011          | 8         | 38            | 1.668      |
|     | Pl. Catalunya                              | Terrassa-Nacions Unides            | FGC       | 1863-2015     |               | 19        |               | 1.435      |
|     | Pl. Catalunya                              | Sabadell-Parc del Nord             | FGC       | 1863-2017     |               | 21        |               | 1.435      |
|     | Pl. Espanya                                | Can Ros                            | FGC       | 1912          |               | 15        |               | 1.000      |
|     | Pl. Espanya                                | Olesa de Montserrat                | FGC       | 1912          |               | 24        |               | 1.000      |
|     | Pl. Espanya                                | Martorell-Enllaç                   | FGC       | 1912          |               | 22        |               | 1.000      |
|     | Pl. Espanya                                | Quatre Camins                      | FGC       | 1912          |               | 16        |               | 1.000      |

De nit, els autobusos nocturns a l'Àmbit metropolità de Barcelona són una alternativa parcial a aquest servei.

## Infraestructura

### Estacions
Per a un inventari complet de les estacions, vegeu la Llista d'estacions de tren de la regió metropolitana de Barcelona
A les línies de Renfe, Renfe Operadora és l'operadora de les línies, però les estacions i vies són propietat d'Adif, ambdues empreses del Ministeri de Foment.
Les dues xarxes tenen un total de 228 estacions repartides en 15 línies. La majoria d'estacions es troben a l'ecterior i están configurades amb vies centrals i dues andanes laterals, diverses estacions tenen més de dos vies. Pel que fa a les estacions d'Adif, algunes d'elles encara tenen passos a nivell, com per exemple l'estació de Granollers-Canovelles i la majoria no estan adaptades.

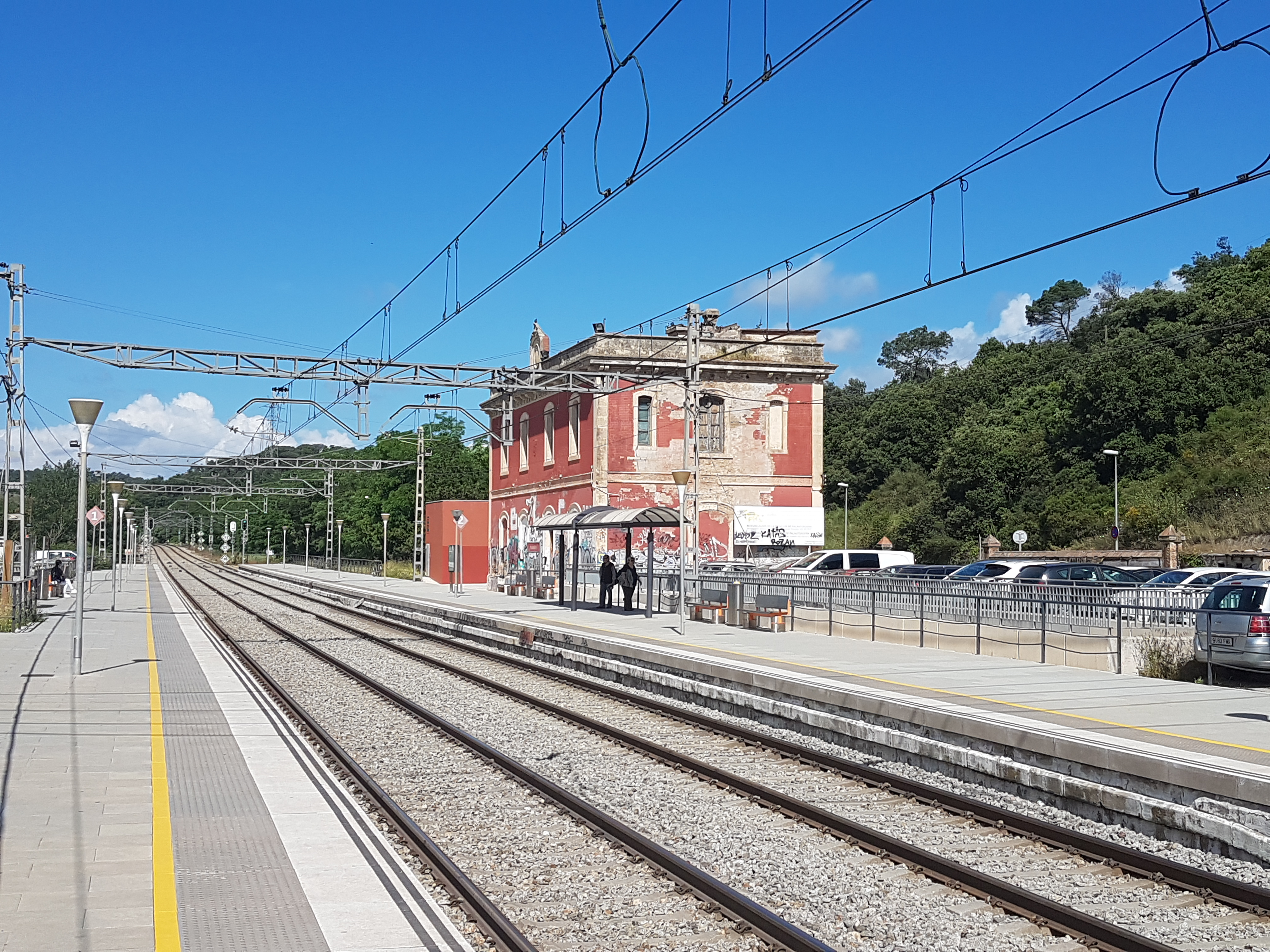
L'estació de Palautordera de la línia Barcelona-Granollers-Maçanet (R2 Nord)
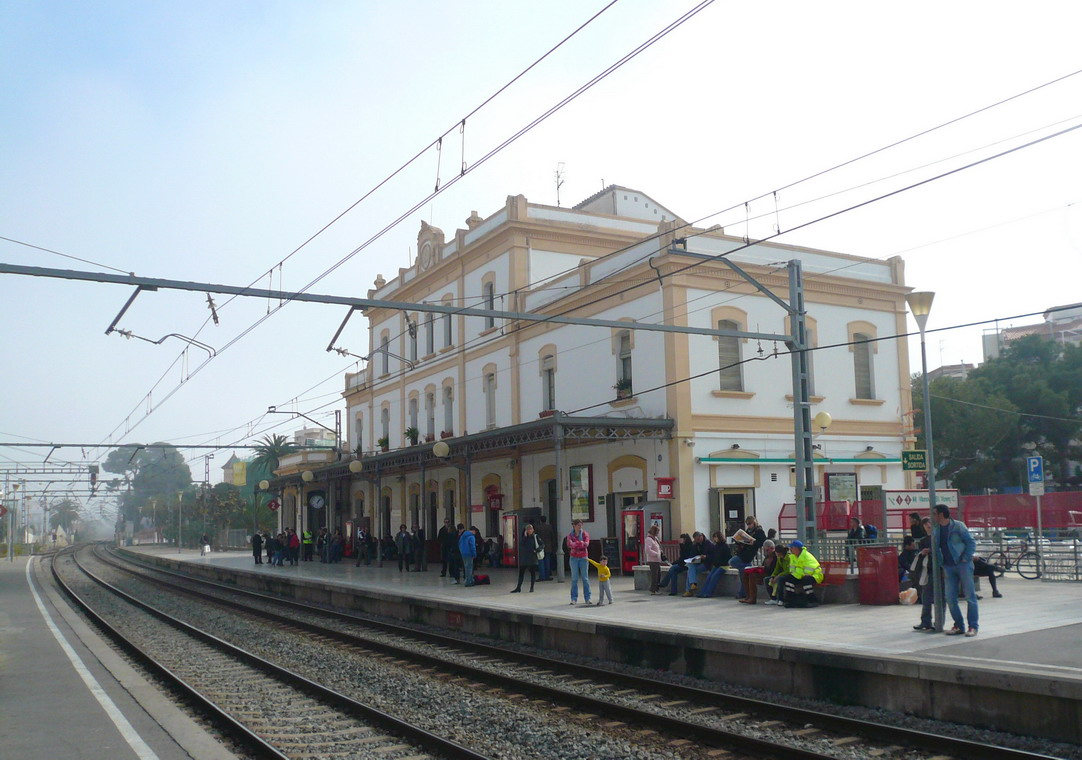
L'estació de Sitges de la línia Barcelona-Vilanova-Sant Vicenç de Calders (R2 Sud)
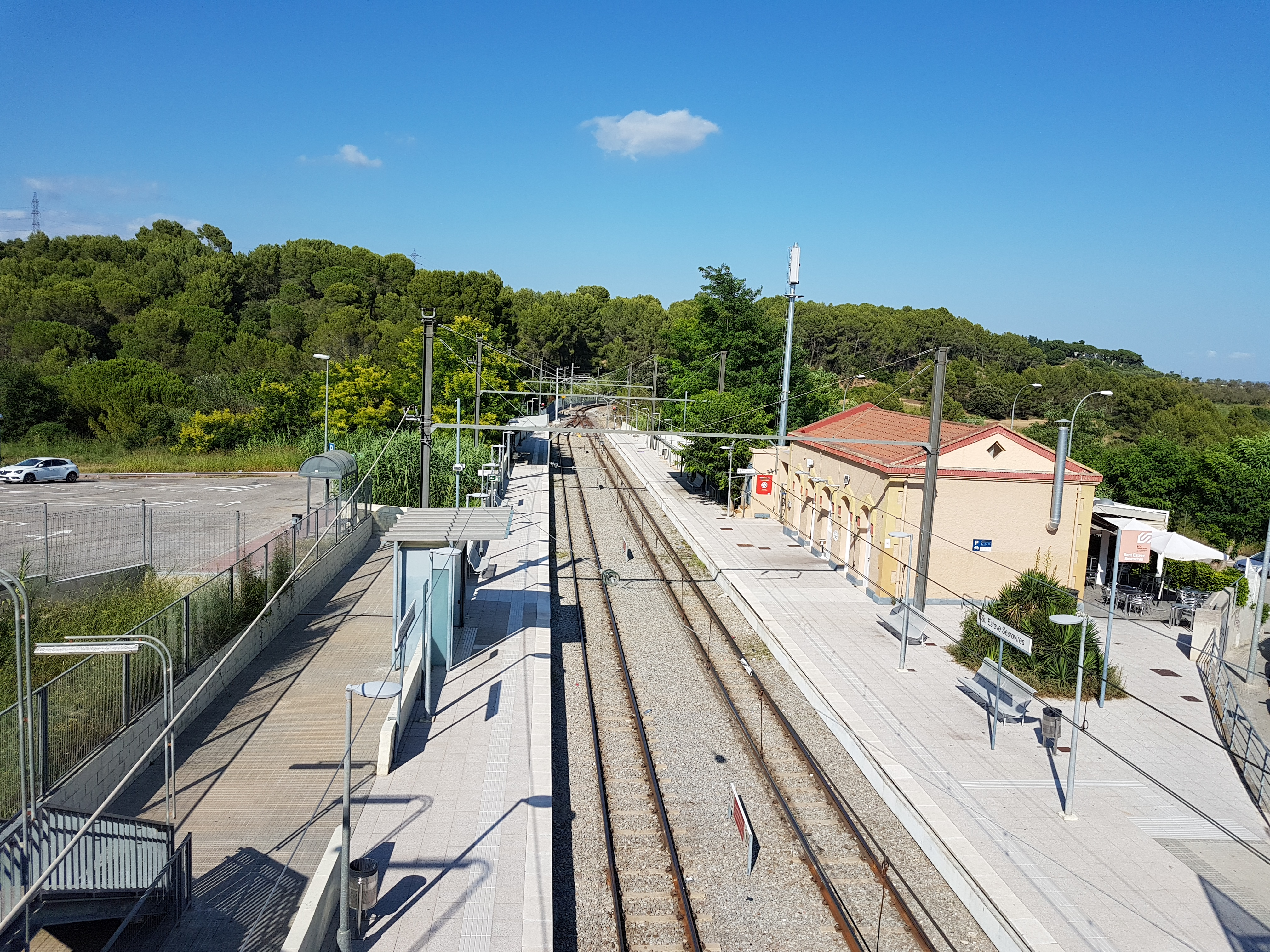
L'estació de Sant Esteve Sesrovires de la línia Llobregat-Anoia (R6)
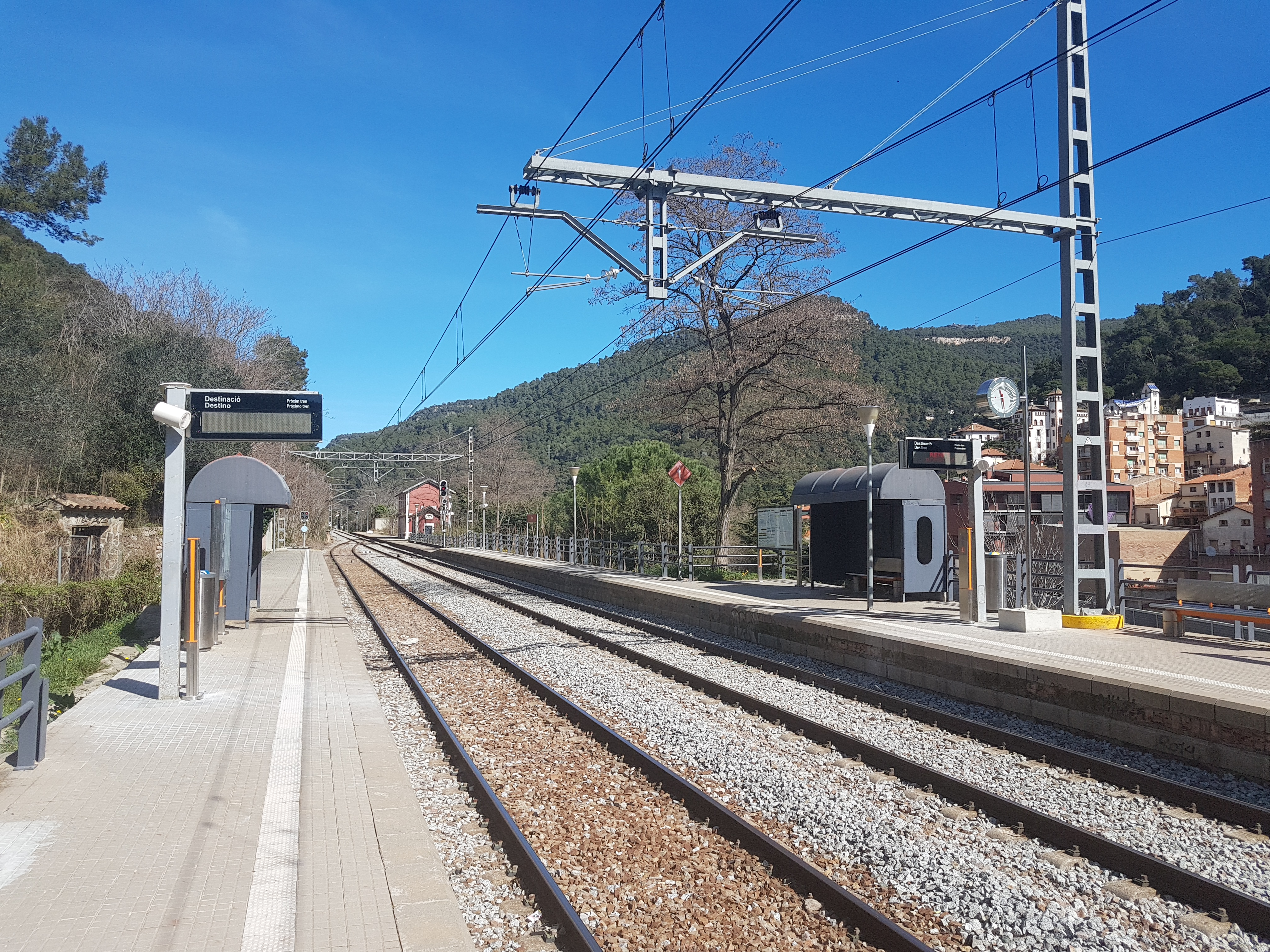
L'estació de Figaró de la línia Barcelona-Vic (R3)

Les estacions presenten un destacada uniformitat en l'arquitectura i disseny. Les d'Adif solen estar pintades d'un vermell granatós i blanc. Solen tenir guixeta i la majoria disposen de màquines dispensadores de bitllets, exceptuant les estacions de Garraf, Palautordera i Riells i Vilabrea-Breda a la línia R2; Castellbell i el Vilar, Vacarisses-Torreblanca, Sant Miquel de Gonteres-Viladecavalls i Lavern-Subirats a la línia R4. A les d'Adif moltes no tenen barreres validadores per passar, però les que no en disposen sí que disposen de màquines cancel·ladores d'andana, sent l'accés a la mateixa lliure, excepte les estacions de Riells i Vilabrea-Breda, Palautordera i Garraf a la línia R2, i Castellbell i el Vilar, Vacarisses-Torreblanca i Sant Miquel de Gonteres a la línia R4 que no disposen de cap màquina cancel·ladora, bé perquè mai s'han instal·lat o bé perquè les que existien o bé han sigut vandalitzades o retirades per obres (és el cas de Riells i Vilabrea-Breda, que es trobava a l'interior de l'edifici, el qual ja no existeix, ja que va ser enderrocat per les obres de la línia d'alta velocitat). A moltes estacions l'ús és limitat a l'horari d'obertura de la guixeta, de manera que quan aquesta és tancada no és possible la validació dels títols de transport. Les estacions de FGC disposen de barretes tarifàries a totes les estacions a la línia Barcelona-Vallès a excepció de Carretera de les Aigües i l'andana de la via 1 de La Floresta, en el primer cas no té cap mena de venda ni cancel·ladora, en el segon cas disposa de cancel·ladora d'andana atès que no es pot tancar l'andana amb barreres validadores, ja que és un camí públic. En el cas de la línia Llobregat-Anoia, disposen de barreres validadores totes les estacions entre Barcelona-Plaça Espanya i Olesa de Montserrat, a més de les estacions de Monistrol de Montserrat, Manresa-Viladordis, Manresa-Baixador i Igualada. La resta d'estacions disposen de màquina cancel·ladora d'andana, sent l'accés a l'andana lliure com a les estacions d'Adif. En aquesta línia no disposen de cap mena de venda de bitllets les estacions de Montserrat-Aeri, Castellbell i el Vilar, La Beguda, Can Parellada i Capellades. La resta d'estacions, a les dues línies, només disposen de màquines autoexpenedores donat que l'última guixeta en servei va ser tancada a principis de l'any 2009, concretament la de l'estació de Piera.

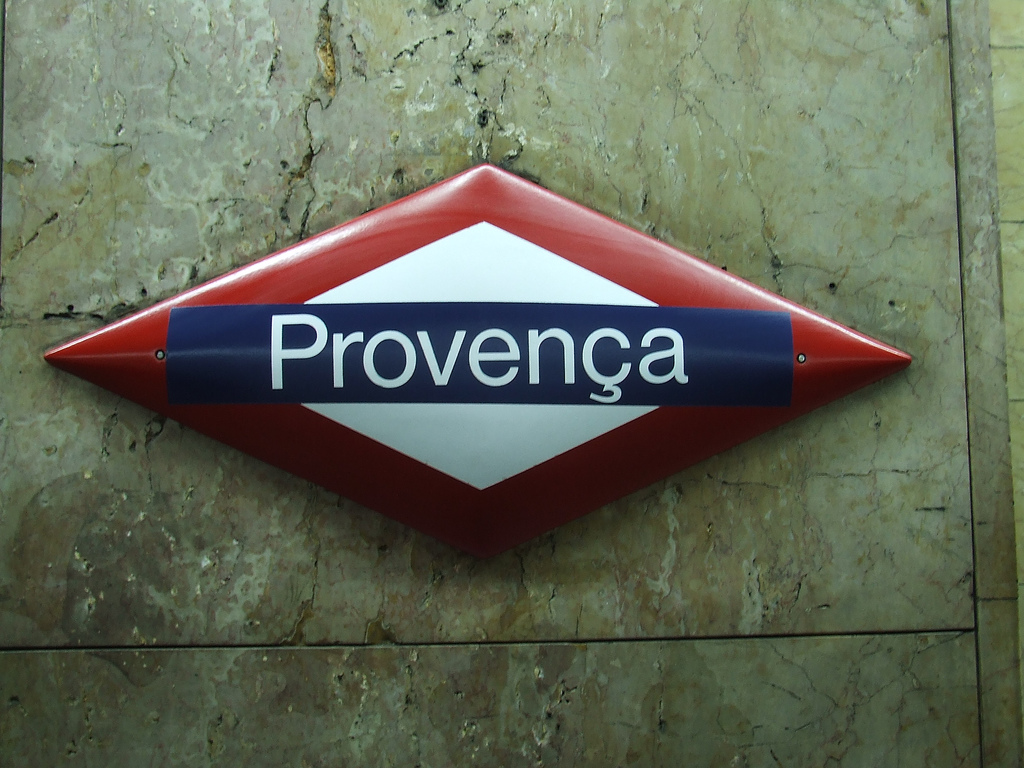
Cartell de FGC a Provença

A les andanes de les estacions de FGC es pot veure diversos cartells en forma de rombe amb el fons blanc, el contorn vermell i una barra blava amb el nom de l'estació al damunt a la línia Barcelona-Vallès, heretat de l'antiga companyia privada que explotava la línia. A la línia Llobregat-Anoia, en canvi, els cartells són blancs rectangulars amb la sola inscripció en negre del nom de l'estació. A les de Renfe el cartell sol ser més gran, rectangular, de color vermell i amb lletres blanques i utilitza un cartell similar d'unes dimensions més grans per a la façana principal de l'estació.
Totes les estacions d'Adif a Barcelona estan soterrades menys l'estació de França, l'estació de Sant Andreu Comtal i l'estació de Torre del Baró. També estan soterrades les estacions de: Vic, Sabadell Centre i Nord, Terrassa, Montmeló, el Prat de Llobregat i Vilafranca del Penedès, aquestes dos últimes per l'arribada dels trens d'alta velocitat. Properament se soterraran le estacions de Montcada i Reixac, Bellvitge, L'Hospitalet de Llobregat, Sant Feliu de Llobregat, Sant Andreu Comtal, Sitges i Aeroport, amb l'objectiu de millorar la integració de les instal·lacions ferroviàries en les respectives poblacions. En les properes ampliacions de la xatxa, es construiran diverses estacions, com per exemple les estacions de Barcelona-La Sagrera, La Torrassa, la nova estació de l'aeroport sota la T1 o les estacions de la Línia Orbital Ferroviària, entre d'altres. La majoria d'estacions de FGC a Barcelona i l'Hospitalet estan soterrades a més de: Rubí, Terrassa-Rambla, Sabadell-Rambla, Pallejà, Sant Andreu de la Barca i Manresa-Viladordis.

### Millores i accessibilitat
Com a conseqüència de l'aprovació del Codi d'Accessibilitat mitjançant el Decret 135/1995 de 24 de març l'any 2006, tota la xarxa de ferrocarril ha d'ésser accessible a les persones amb mobilitat reduïda.
La xarxa de FGC actualment arriba al 100% d'adaptació de les estacions de la xarxa metropolitana (76 de 76 estacions metro i rodalia), ha fet que l'empresa hagi estat distingida amb diferents premis i que estigui adherida al programa europeu de "Disseny per a tothom". Això es tradueix en l'adaptació sistemàtica de totes les instal·lacions i els equipaments de nova construcció o que s'hagin de sotmetre a una remodelació integral.
A diferència de FGC, les estacions de Renfe-Adif no s'han posat al dia, exceptuant aquelles més grans o que s'han renovat per ampliacions de serveis com l'estació de Barcelona-Sants, Vilafranca del Penedès, Plaça Catalunya.
Actualment el Ministeri de Foment ha anunciat que invertirà 125 milions d'euros en millorar les instal·lacions i l'accessibilitat en estacions. Es remodelaran 38 estacions, sobretot de Barcelona i s'augmentarà l'accessibilitat en 12 estacions. En aquelles estacions que encara hi ha passos a nivell, s'hi construiran passos a diferent nivell dotats amb doble escala mecànica. Una de les intervencions més grans que s'ha fet és la remodelació i augment de la mida dels vestíbuls, a més de la millora de l'accessibilitat, a l'estació d'Arc de Triomf i les obres a l'estació de Passeig de Gràcia. Totes les estacions que les andanes no tinguin l'altura necessària, s'augmentarà. En algunes línies circulen trens Civia, trens nous adaptats, però que, com que moltes estacions no estan adaptades, l'adaptació d'aquests trens no serveix.

### Ample ferroviari

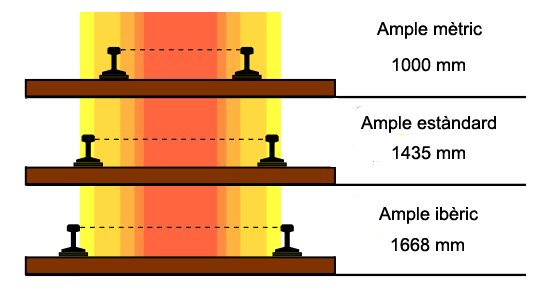
Amples de via.

Pel que fa a l'ample de via les línies de la Línia Barcelona-Vallès de FGC circulen per vies d'ample estàndard (1435 mm), tot i que es van construir en ample ibèric. Les línies de la Línia Llobregat-Anoia (FGC) són de via estreta (1000 mm), per això es va guanyar el sobrenom de el carrilet. I les vies de la xarxa de Renfe són d'ample ibèric (1668 mm).

### La xarxa a Barcelona
Tradicionalment totes les línies de rodalia de Renfe i FGC han passat per Barcelona. Actualment totes ho fan exceptuant la Línia 8 i en un futur la projectada Línia orbital. Totes les línies de Renfe paren a l'estació de Sants i a les set estacions restants de la capital no hi passen totes les línies, ja que la línia 2 i 10 passen pel túnel que hi ha sota el carrer Aragó per anar a Passeig de Gràcia. Actualment hi ha dues estacions en construcció o per licitar la construcció, ambdues al barri de la Sagrera, potser en detreniment de dues estacions del mateix districte, Sant Andreu.
A més també està en construcció un tercer túnel en ample estàndard que ha de creuar la ciutat i unir les estacions de Sants i Sagrera-TAV. El túnel creuarà per sota el carrer Provença i més enllà de l'avinguda Diagonal per sota el carrer Mallorca, passant molt a prop de la Sagrada Família.
A més dels túnels d'Adif (Rodalies Renfe), també hi ha els túnels de FGC. Per una banda un parteix de la Plaça Espanya direcció al Baix Llobregat per sota la Gran Via de les Corts Catalanes i l'altre parteix de Plaça Catalunya, exactament a sota el carrer Pelai i després el carrer de Balmes direcció al Vallès. Ambdues línies no tenen cap estació d'enllaç i per això s'està plantejant allargar la línia del Baix Llobregat fins a la Plaça de Francesc Macià. Altres obres en estudi són el llaç de Gràcia, el túnel d'Horta i el túnel de Montcada, per donar noves sortides a l'únic túnel del Vallès que podria quedar col·lapsat en un futur.

## Material motor

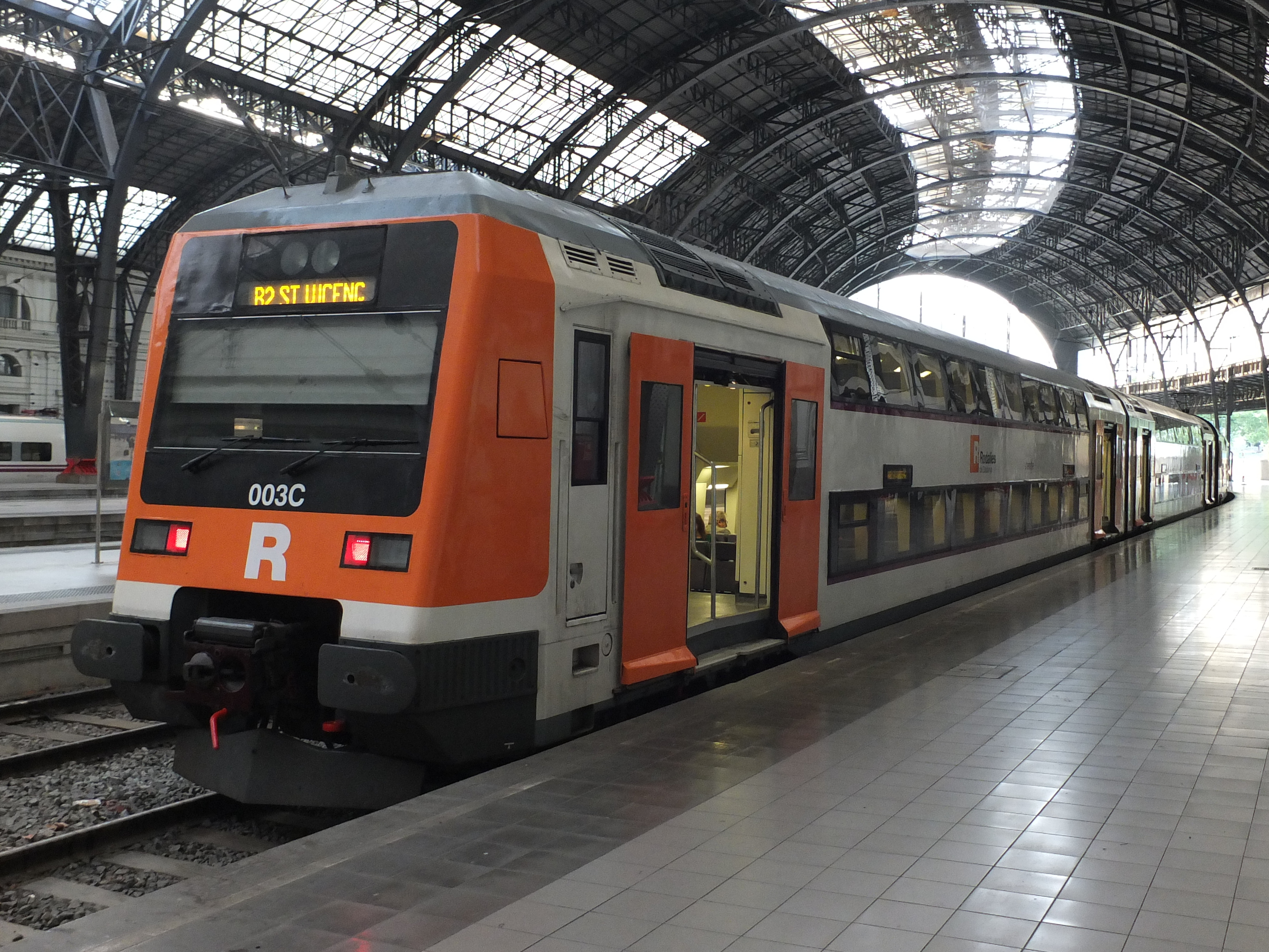
Unitat 451 de Renfe

### Renfe Operadora
El material motor de Renfe Operadora està compost per:
- 463, 464 i 465: Material Civia, fabricats per CAF i Alstom, són els més moderns que circulen per la xarxa.
- 447: Donen servei en totes les línies explotades per Renfe Operadora.
- 440: És la sèrie més antiga de la xarxa barcelonina i actualment només circulen unitats 440R, és a dir reformades, des de principis de 2008 deixaren de circular unitats sense reformar. La 440.131 es troba apartada a Sant Andreu Comtal i la 440.132 al TCR de Vilanova i la Geltrú. Actualment ja no circula cap 440R. Es van retirar totes a l'estiu del 2010.
- 450/451: Són trens de dos pisos de 6 cotxes en el cas dels trens 450 i de 3 en el cas dels 451.

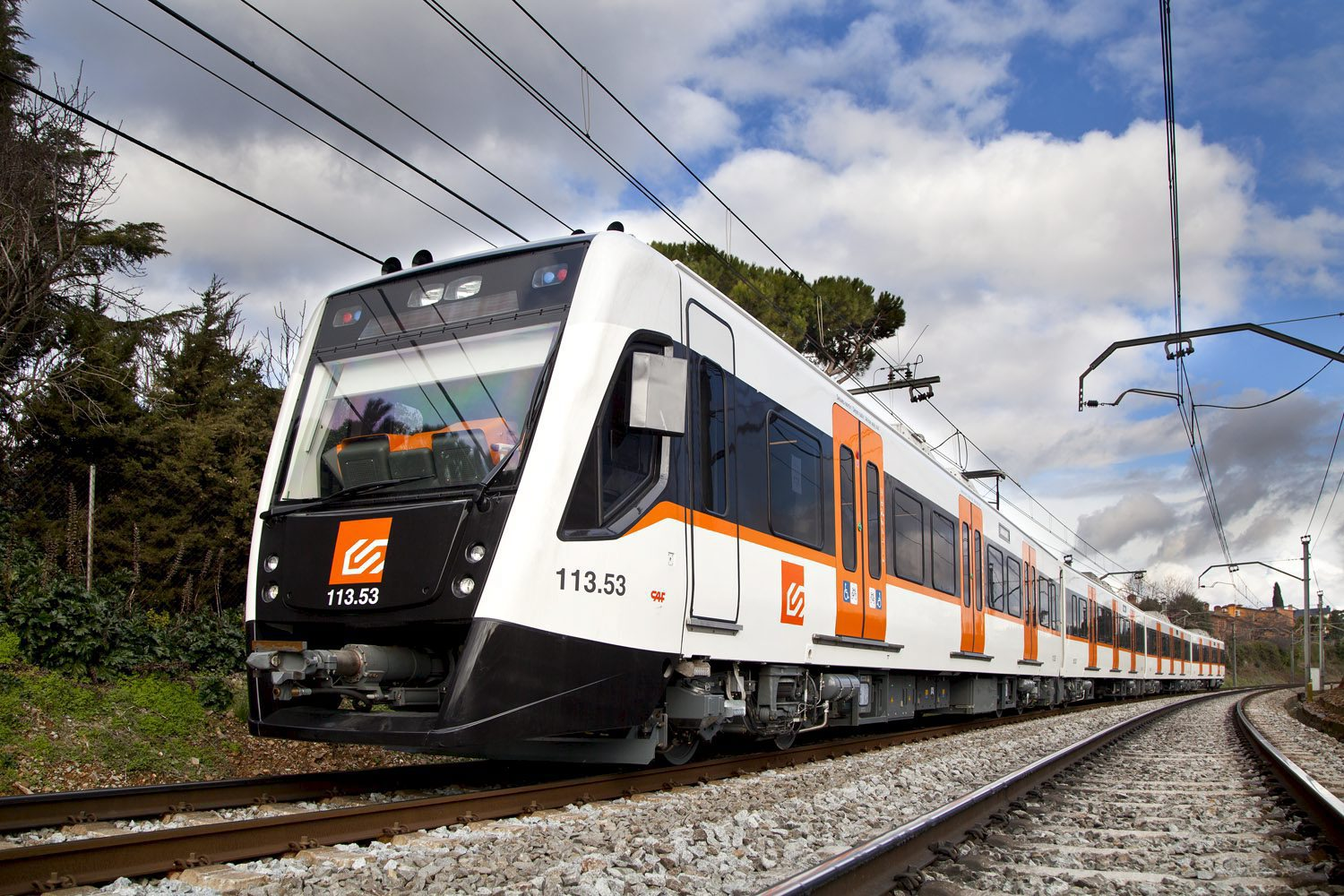
Sèrie 113 de FGC

### Ferrocarrils de la Generalitat de Catalunya
El material de FGC està format per:
- Sèrie 112 de FGC
- Sèrie 113 de FGC
- Sèrie 114 de FGC
- Sèrie 213 de FGC: Van ser construïdes per CAF i l'antiga Adtranz. Arriben a una velocitat màxima de 90 km/h. Es poden trobar a les línies R5 i R6.

## Passatgers
| Línia | Passatgers diaris |
| ----- | ----------------- |
|       | 105.742           |
|       | 133.619           |
|       | 27.422            |
|       | 134.213           |
|       | 5.906             |
|       | 4.082             |

## Territori cobert
Actualment hi ha 32 comarques que tenen alguna estació de ferrocarril, 14 de les quals tenen servei de Rodalia Barcelona i/o de FGC. Hi ha 18 comarques que tenen estacions de línies de mitjana distància o de llarga distància i 9 comarques que no tenen cap tipus d'estació de ferrocarril.
| Comarques amb servei de rodalia: - Alt Penedès - Anoia - Bages - Baix Llobregat - Baix Penedès - Baixa Cerdanya¹ - Barcelonès - Garraf - Maresme - Osona¹ - Ripollès¹ - Selva¹ - Vallès Occidental - Vallès Oriental 1. Comarques que la totalitat de les seves estacions o algunes no tenen sistema tarifari integrat de l'ATM de Barcelona. |